# Joaquín y Ana se encuentran ante la Puerta Dorada

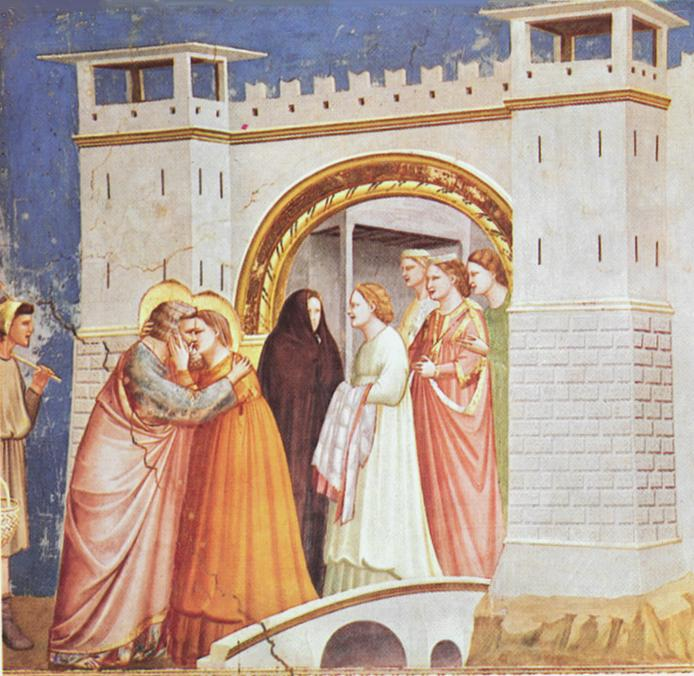
Fresco de Giotto di Bondone, 1305.

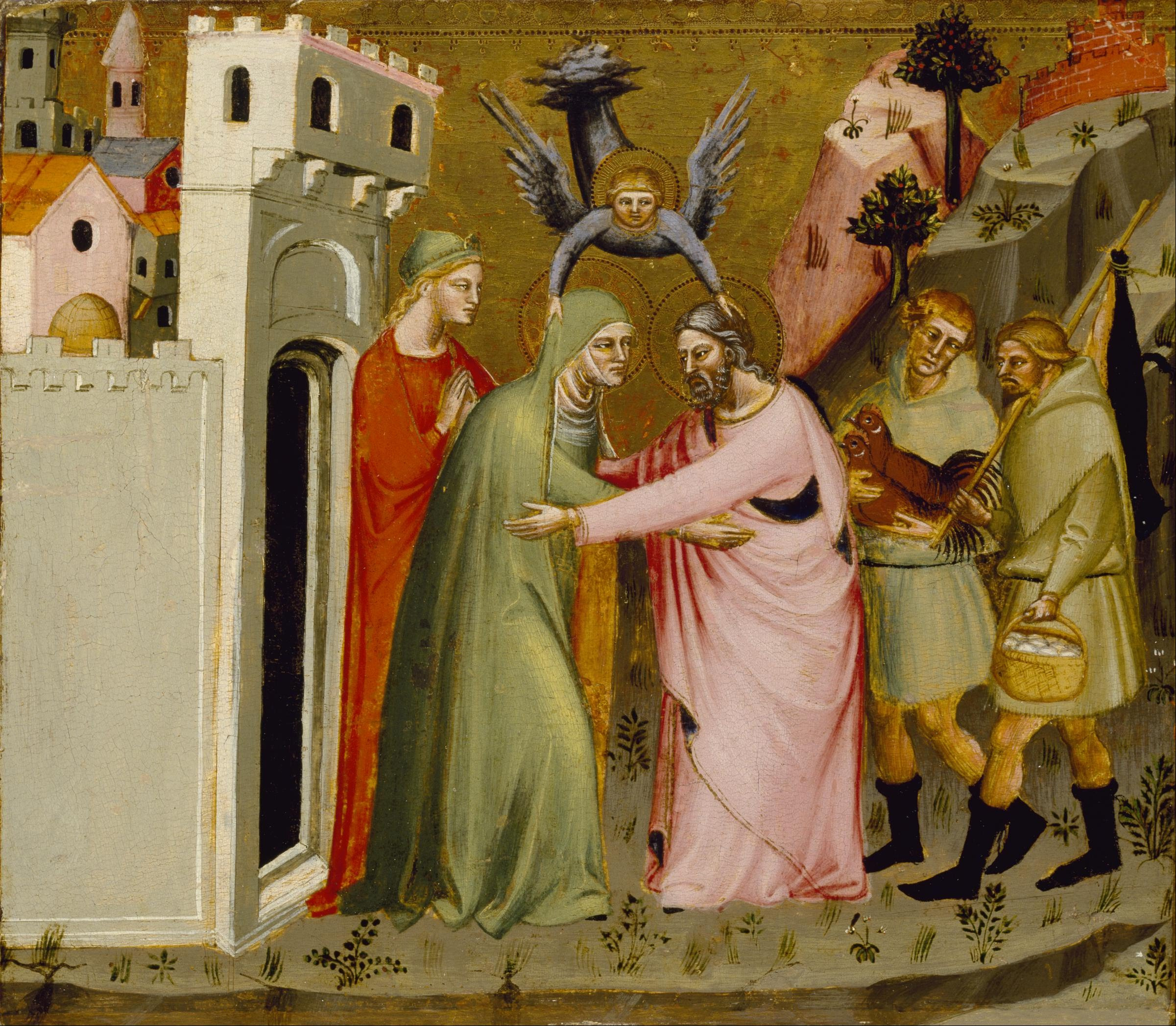
Temple sobre tabla del Maestro de la Puerta Dorada, ca. 1370-1390.

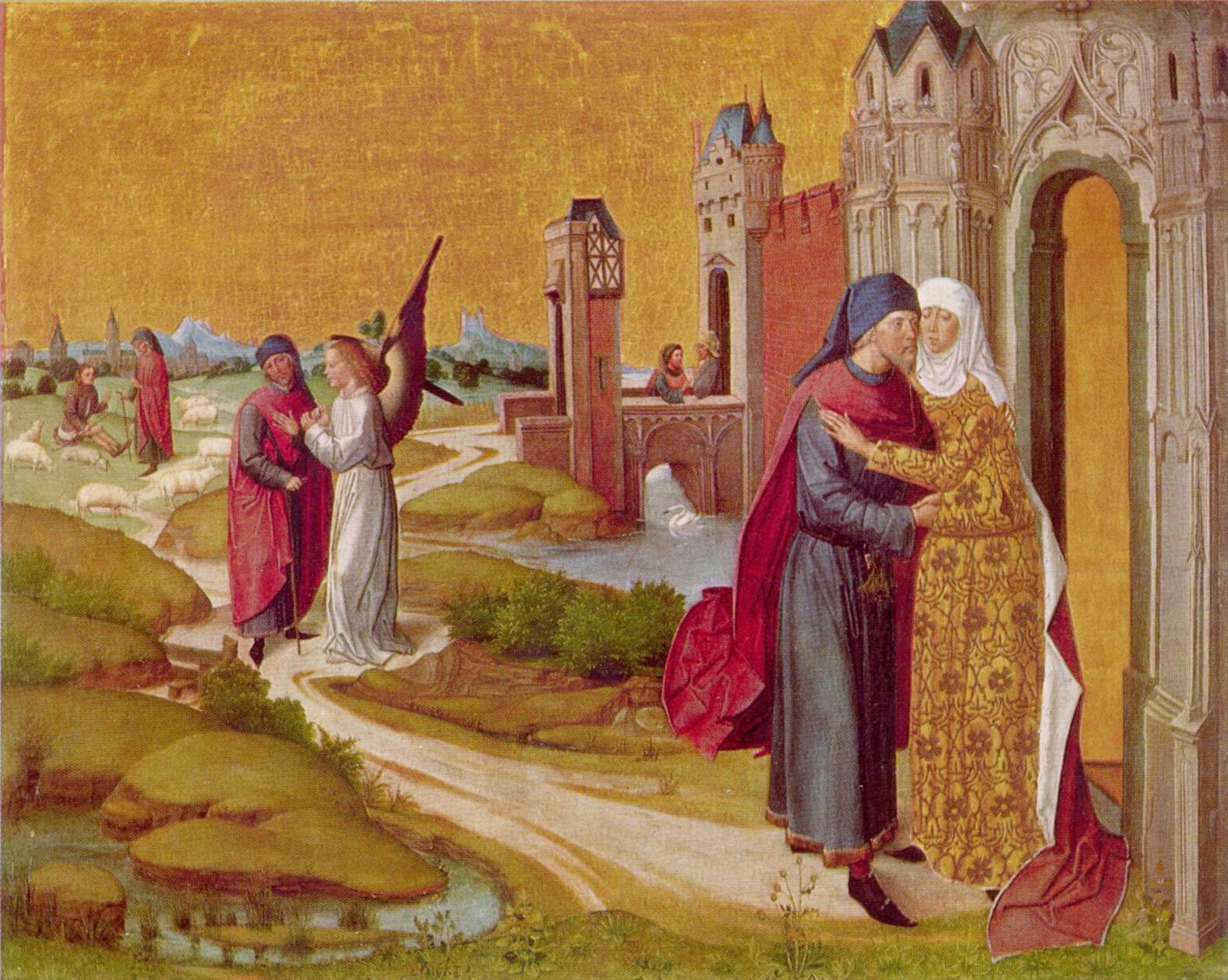
Maestro de la Vida de la Virgen, finales del.

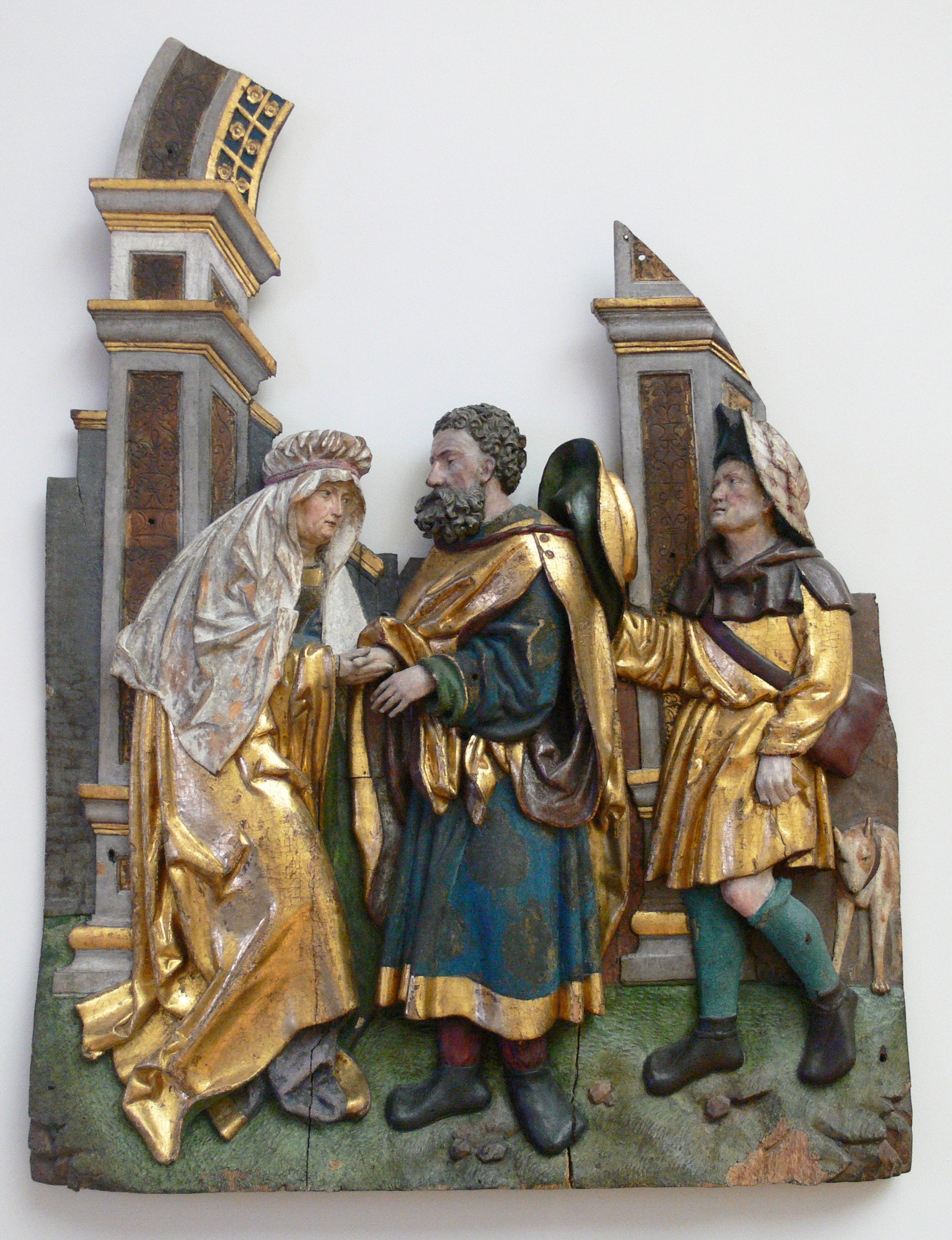
Relieve procedente de Augsburgo, ca. 1520.

Joaquín y Ana se encuentran ante la Puerta Dorada es un tema relativamente frecuente en el arte cristiano. Procedente de una escena de los evangelios apócrifos (especialmente en el Protoevangelio de Santiago), forma parte de algunas series de la vida de la Virgen.
San Joaquín y Santa Ana, de avanzada edad, no tenían hijos, lo que les causaba una gran tristeza, al considerarlo como una muestra de rechazo por Dios. Tras descubrir Ana que, inesperadamente, está embarazada, ambos se encuentran y se abrazan ante la Puerta Dorada de Jerusalén. En la representación visual de la escena suelen incluirse otros personajes anónimos y el entorno arquitectónico. Para evidenciar el gozo que al matrimonio causa la noticia, y el amor que se tienen, se les suele representar en actitud de darse un abrazo, más raramente un beso.

## Iconografía
Ha tenido amplio tratamiento tanto en Oriente, en la pintura bizantina y eslava; como en Occidente, desde la pintura gótica y renacentista.

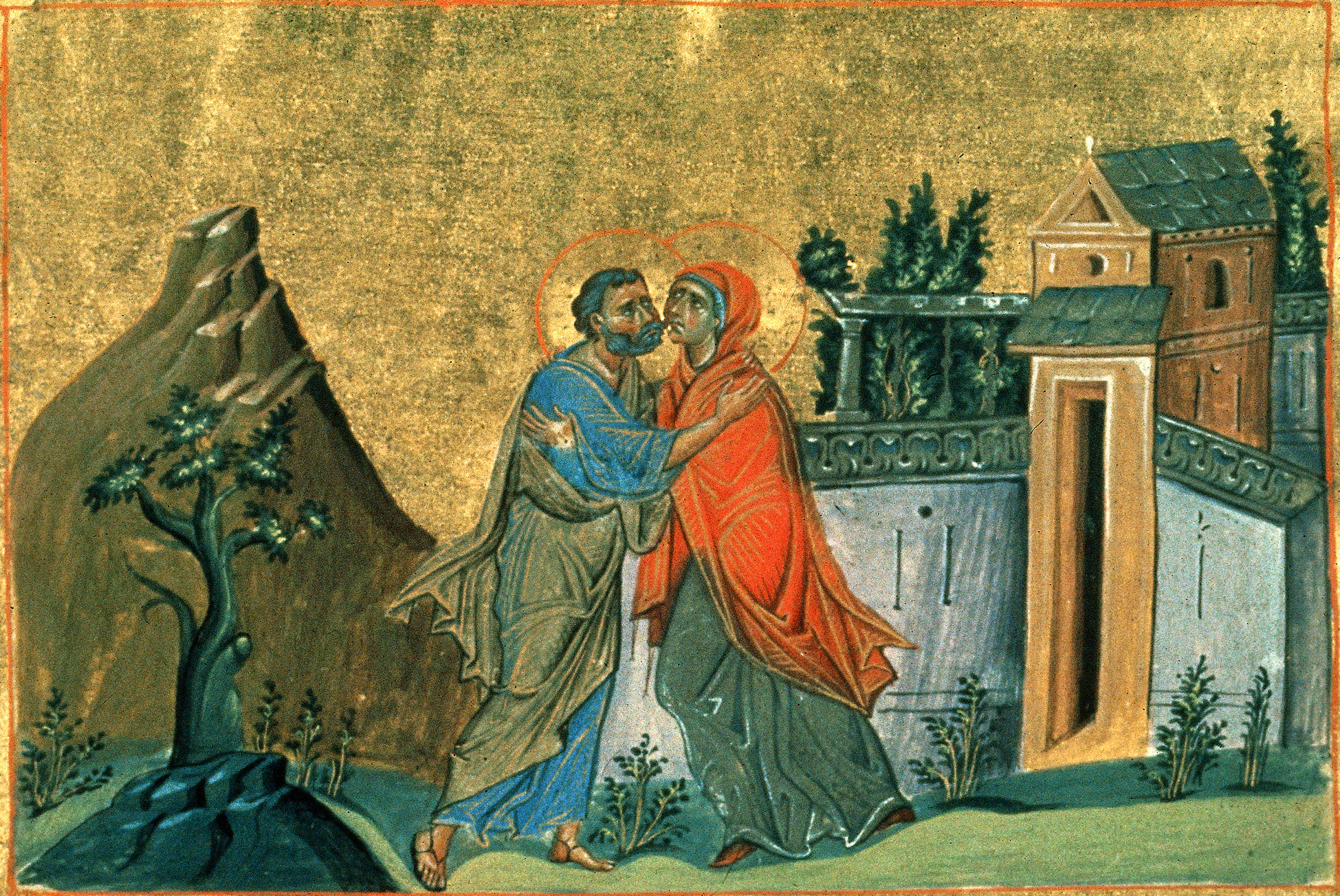
Menologion de Basilio II, siglo IX.
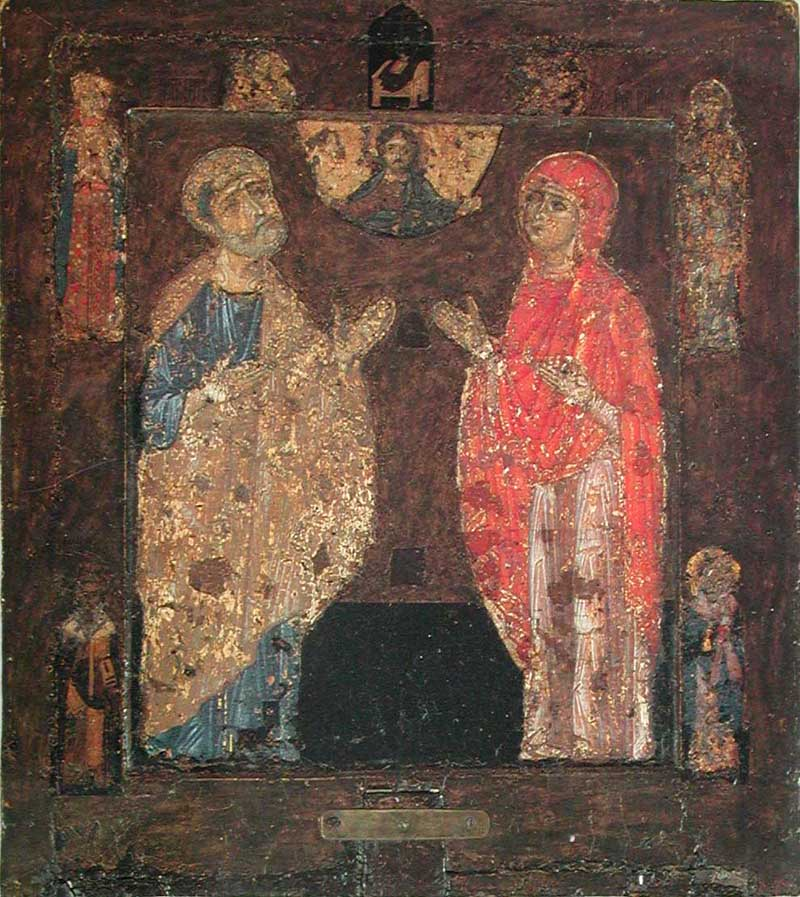
Reverso del icono de Novgorod Znamenie, antes de 1169.
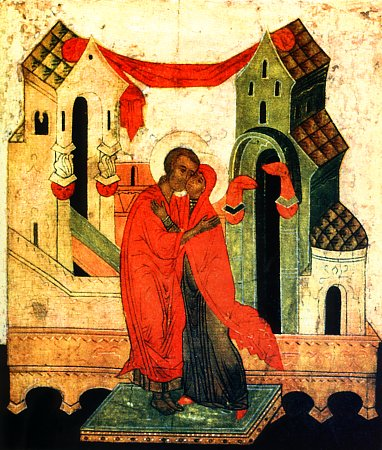
Icono ruso del siglo XV.
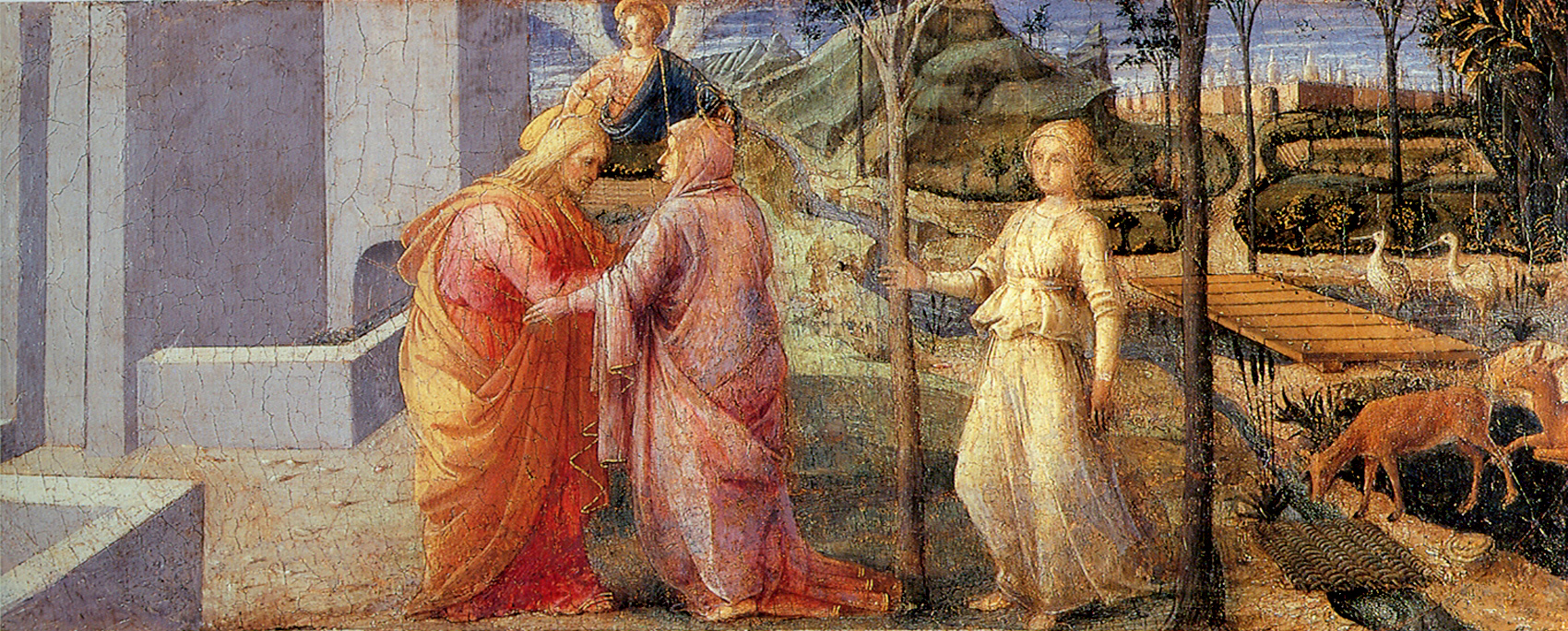
Filippo Lippi, ca. 1440-1445.
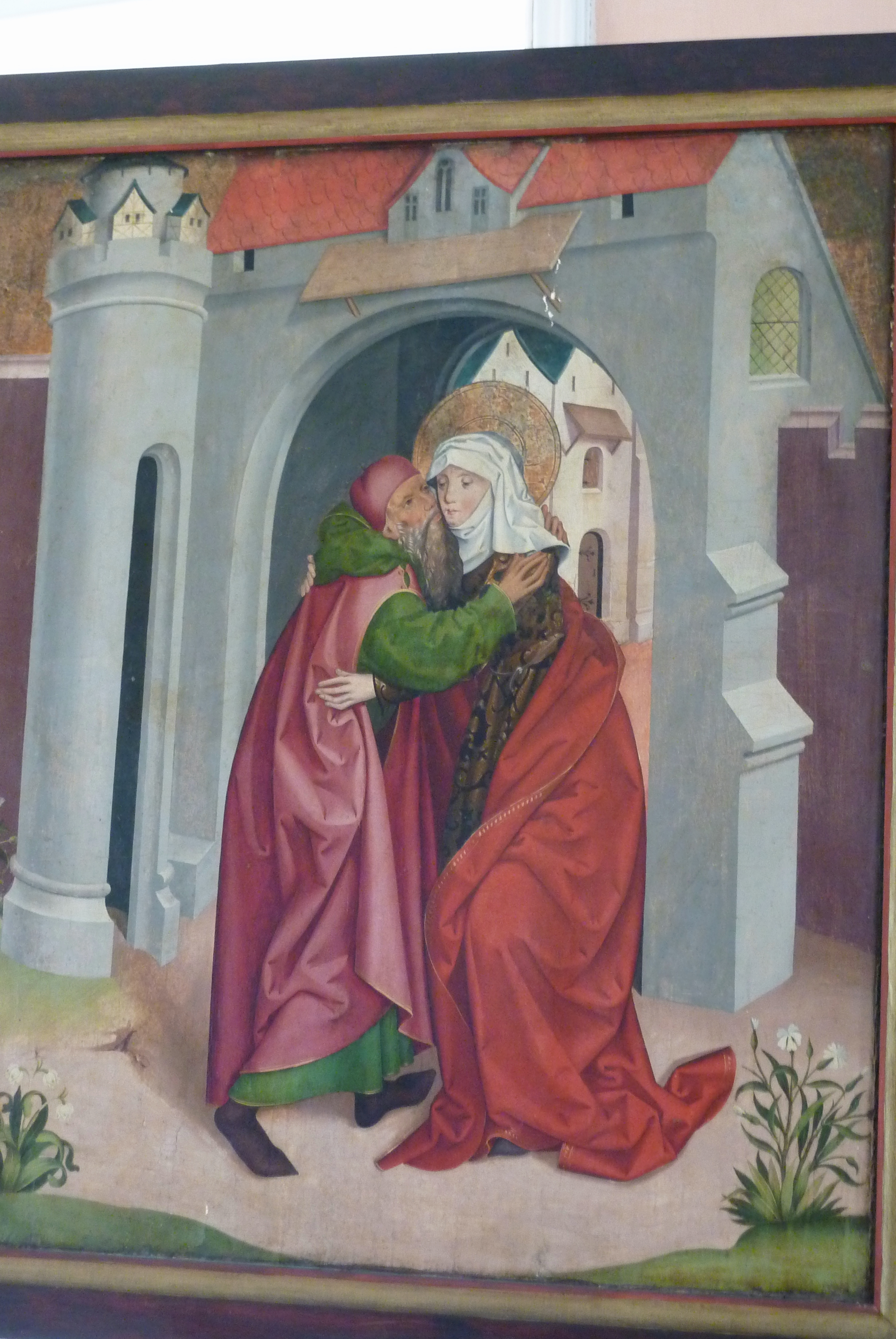
Retablo de Lauterbach, ca. 1480.
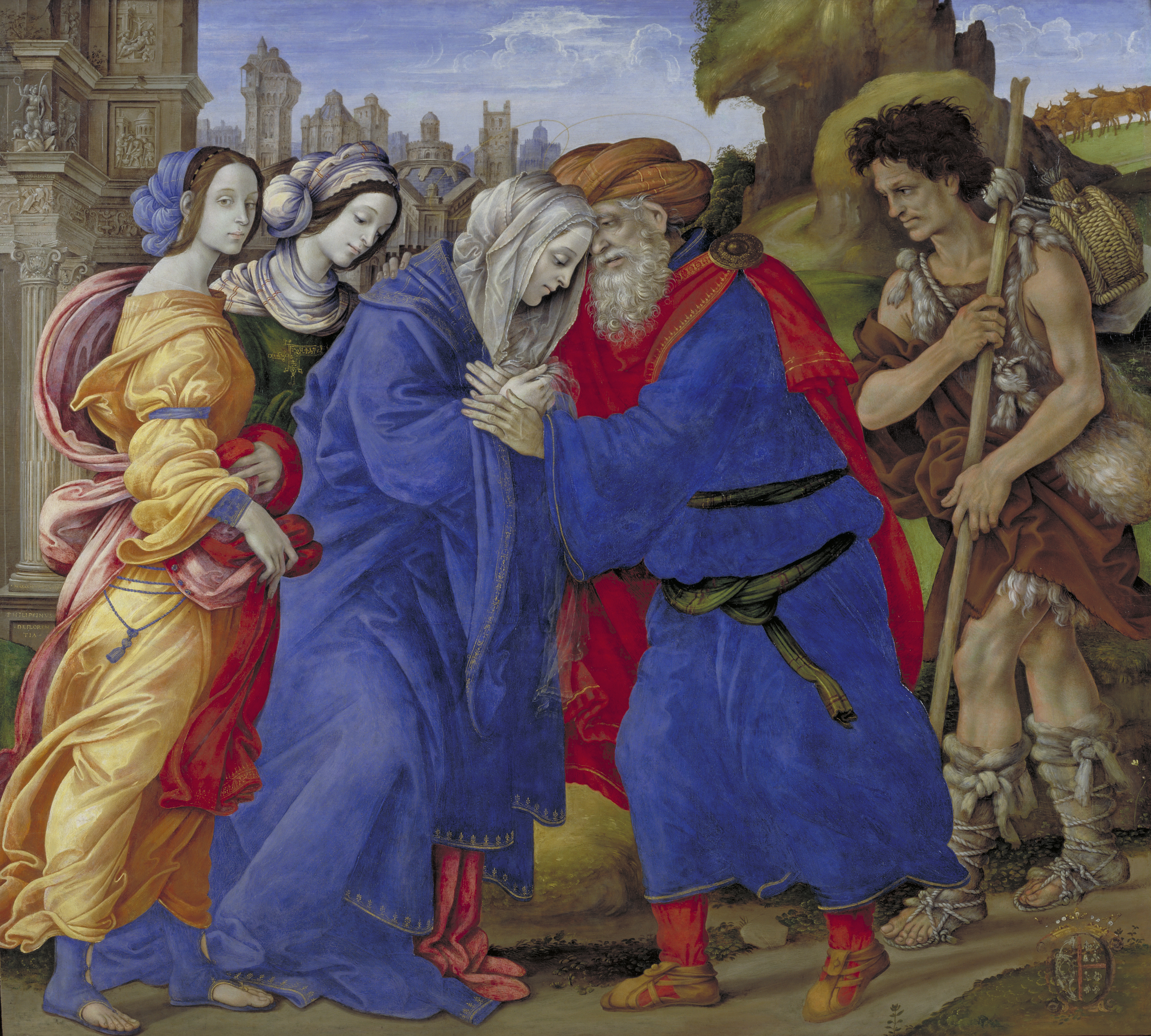
Filippino Lippi, 1497.
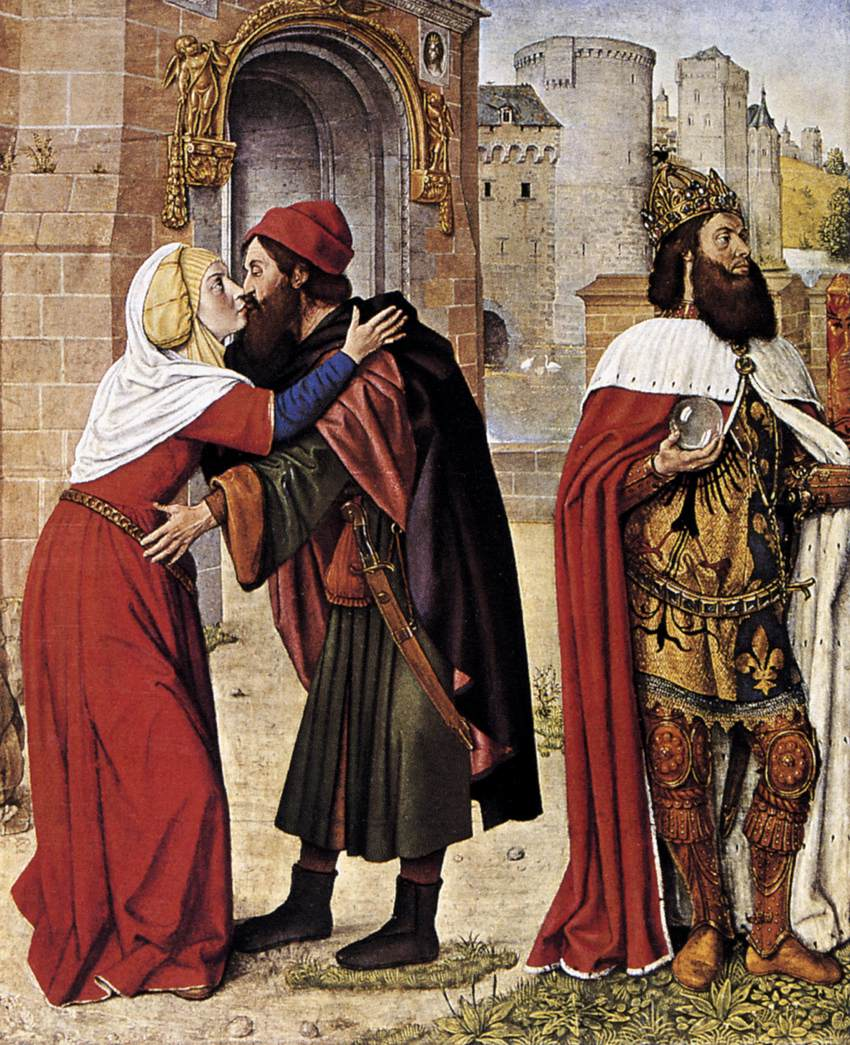
Maestro de Moulins, ca. 1500.
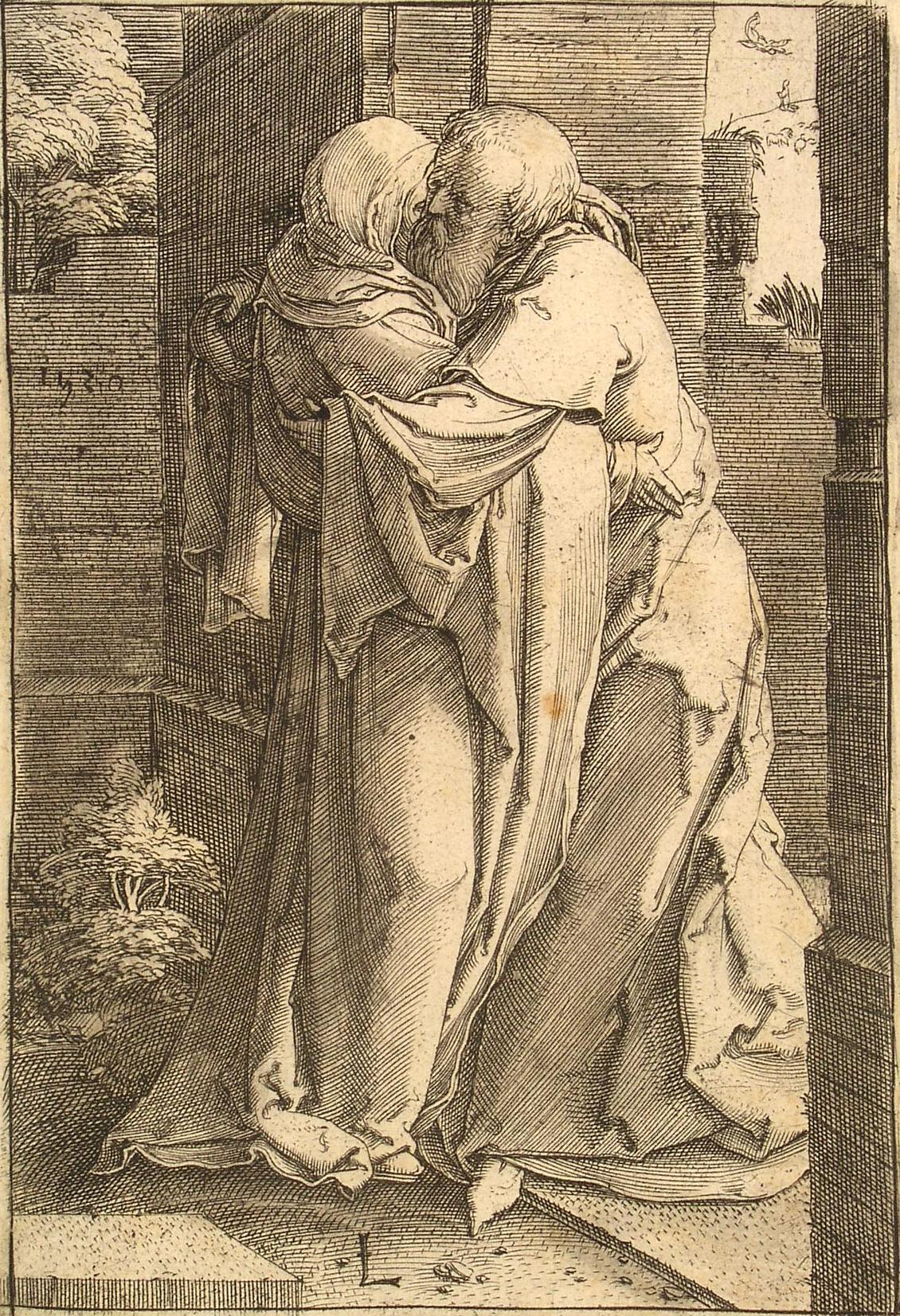
Lucas van Leyden, 1520.
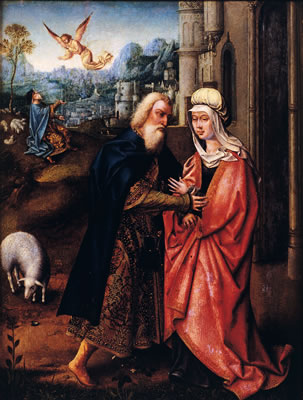
Maestro de la Adoración de Machico, comienzos del siglo XVI, Museo de Funchal.
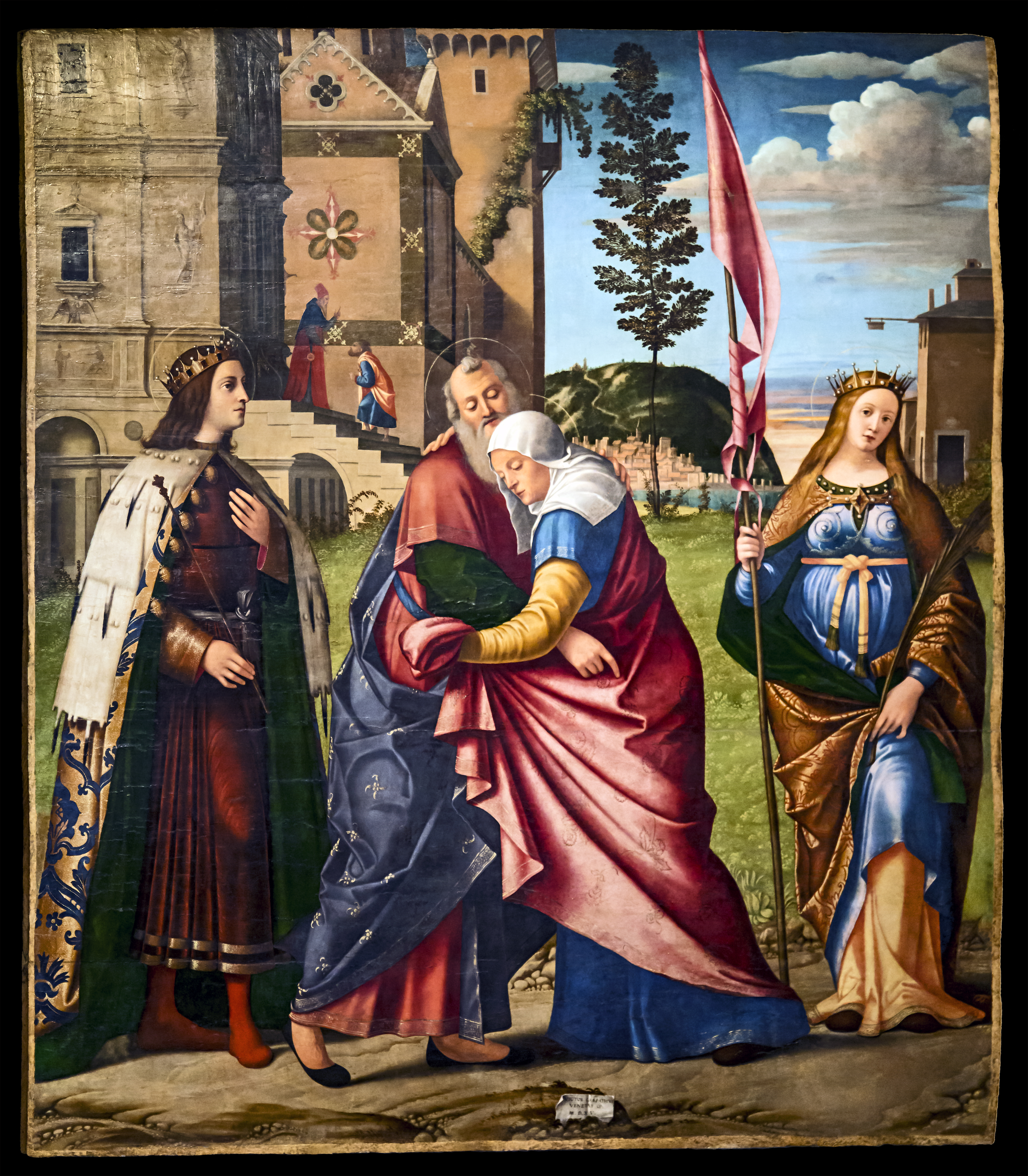
Vittore Carpaccio.
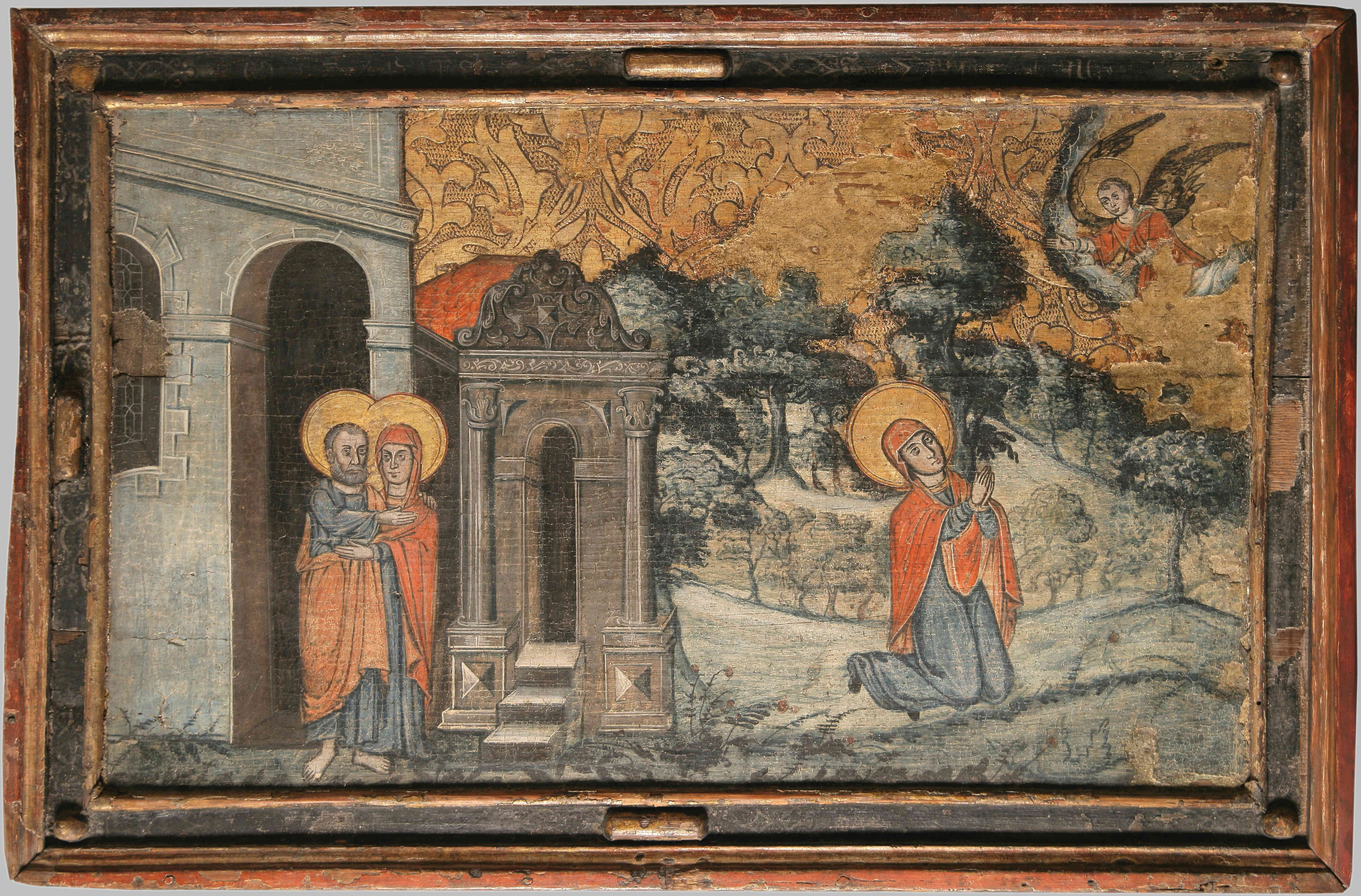
Icono bielorruso, 1648-1650.
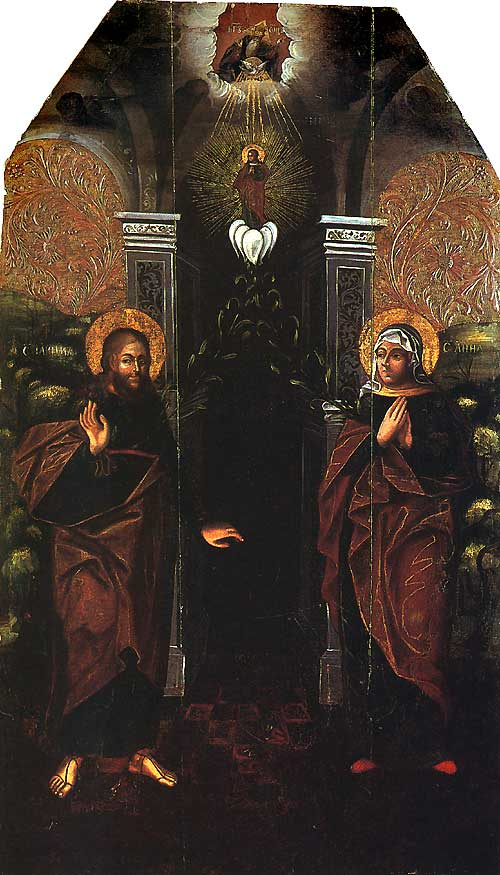
Icono bielorruso, 1723-1728.

### Grabado de Durero
Alberto Durero lo incluye en su serie de xilografías Vida de la Virgen, ejecutada entre 1501 y 1511, correspondiendo a ésta la fecha de 1504, siendo la única obra de la serie que se data. A lo largo de la serie, la Virgen se concibe como un intermediario entre lo divino y lo terreno. Al reverso de cada ejemplar se imprimió un texto latino de un miembro del círculo intelectual de Durero en Núremberg, el abad benedictino Benedictus Chelidonius: "La exaltada Ana se arroja en los brazos de su marido; juntos se regocijan del honor que se les ha conferido en forma de descendencia. Saben, por un mensajero celestial, que su hija será una Reina, poderosa en cielos y tierra"

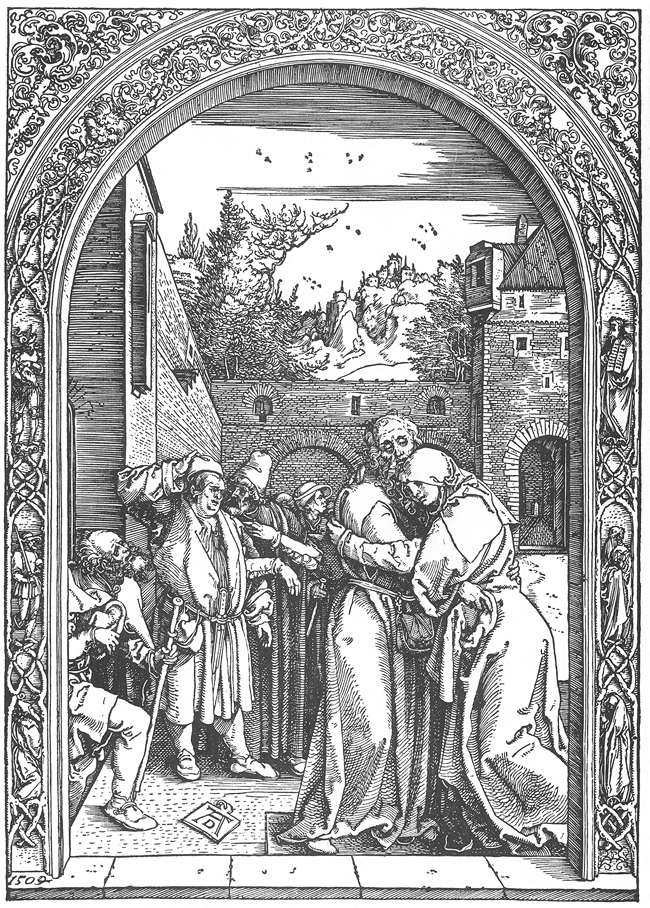
Grabado de Alberto Durero, 1504.

Durero sigue la convención del Renacimiento temprano, que implica la ilusión de que el espectador mira a través de una ventana abierta. Así se enmarca la obra con un arco de estilo renacentista. Se mezclan motivos clásicos y germánicos, propios de comienzos del siglo XVI, cercanos a la audiencia. Según el crítico Laurie Meunier Graves, "estos grabados consiguen iluminar lo sagrado al tiempo que reflejan escenas de la vida cotidiana del Renacimiento. Hay una bella mezcla de lo santo y lo secular. Además, son una forma de arte que da mucho margen la imaginación y deja sitio para la fantasía." Técnicamente, tanto esta plancha como el resto de la serie se distingue por su virtuosismo en el uso de la línea y la habilidad en el grabado.

### Retablística y rejería española
|  |  |  |